# حسن بن علی بن فضال

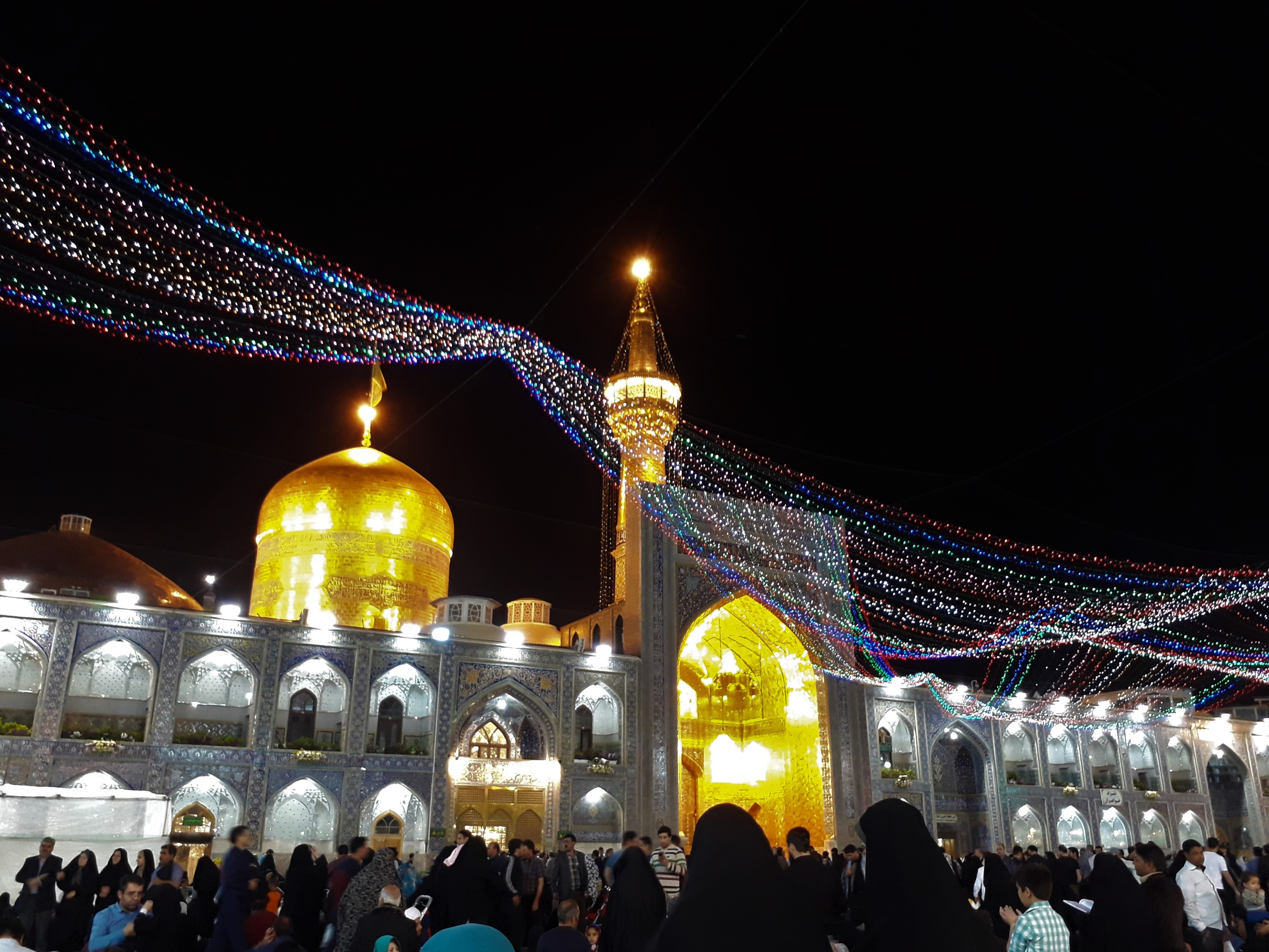
حسن بن علی بن فضال از اصحاب خاص علی ابن موسی الرضا

حسن بن علی بن فضال کوفی که محدث و فقیه و از راویان موثق شیعه و از اصحاب خاص جعفر صادق، موسی بن جعفر و علی بن موسی الرضا بودند. در قرن سوم هجری مفسر قرآن هم بودند و کتابهای زیادی بر تفسیر قرآن نوشتند. برخی وی را از اصحاب اجماع می‌دانند. ایشان به حضور موسی بن جعفر نیز رسیده‌است. حسن بن علی فضال روایات زیادی را از اهل بیت علیه السلام نقل کرده‌اند که اسم ایشان در سلسله راویان آمده‌است.

## مذهب
حسن بن علی بن فضال بعد از امامت جعفر صادق امامت موسی بن جعفر را نپزیرفته اند بلکه ایشان به امامت عبدالله افطح فرزند جعفر صادق معتقد بودند. اما پس از مدتی از این اعتقاد برگشته و توبه کرد و امامت موسی بن جعفر را پذیرفت.

## وثاقت ایشان از نگاه علم رجال
برای وثاقت حسن بن علی بن فضال این کافی است که حسن عسکری درباره‌ای آن فرمودند: خذو ما رووا و ذروا ما راوا؛ به روایات آن عمل کنید؛ ولی معتقدات آنها را در کنار بگذارید. در منابع رجالی بسیار توصیف و تکریم شده و به فضل، علم، ثقه و دیانت ستوده شده‌است. شیخ طوسی در کتاب خود برای وثاقت حسن بن علی بن فضال اینطور گفته: حسن بن علی بن فضال از علی ابن موسی الرضا احادیث را نقل کرده و مردی عظیم المنزله، جلیل القدر، زاهد و با تقوی و روایتش و احادیث ثقه بودند. شیخ طوسی در کتاب دیگر هم حسن بن علی بن فضال را راوی ثقه می‌دانستند. نجاشی در کتاب خود رجال نجاشی درباره‌ای حسن بن علی بن فضال گفت: حسن بن علی بن فضال تمام عمر بر مذهب فطحی بود ولی در راویان حدیث شهرت یافت تا این که مرگ او را فرا گرفت و از دنیا رفت و راست گفت خدا از او راضی باشد. نجاشی گفت: نجاشی می‌گوید: احمد بن الحسن بن علی بن محمد بن فضل بن عمر بن ایمن، غلام آزاد شده عکرمه بن ربیع الفیاض بود، اباعبدالله گفته می‌شود: او در حدیث ثقه بود. محسن الامین گفت: وثاقت الحسن بن علی بن فضال ظاهر شده و از مذهب فطحی کناره‌گیری کرده‌است ولی تاریخ بازگشتش معلوم نیست.

## مشایخ
حسن بن علی بن فضال از استادان فضل بن شاذان بوده و از حسن بن علی بن فضال بسیاری روایات را نقل کرده‌است؛ برخی از آن عبارتند از: ابن أبی عمیر، إسحاق بن عمار، ثعلبة بن میمون، داود الرقی، شعیب العقرقوفی، ظریف بن ناصح، عبدالله بن سنان، عبدالله بن میمون القداح، علاء بن رزین، عمار الساباطی

## راویان
حسن بن علی بن فضال از علی ابن موسی الرضا بی واسطه روایات را نقل کرده‌است. در کتاب اربعه ۲۹۷ رویات از حسن بن علی بن فضال کوفی آمده‌است. بسیار راویان از حسن بن علی بن فضال روایات را نقل کرده‌اند که عبارتند: ابراهیم بن هاشم، أحمد بن أبی عبدالله البرقی، أحمد بن محمد بن عیسی، الحسن بن علی الوشاء، محمد بن خالد البرقی، علی بن أسباط، سهل بن زیاد، معاویة بن حکیم، علی بن مهزیار

## آثار
حسن بن علی بن فضال تالیفات زیادی دارد. کتابهای فقی، تفسیری و بر حدیث نوشته شده. شیخ طوسی در تفسیر وی کتاب تفسر و نجاشی کتاب الناسخ و المنسوخ را نام می‌برد و ابن ندیم کتابی را که به نام الشواهد من کتاب الله و الناسخ و المنسوخ ذکر کرده‌است و برخی کتابها عبارتند:
- کتاب الصلاۃ
- کتاب الفرائض
- کتاب الزکوة
- کتاب الدیات
- کتاب التفسیر
- کتاب الابتدا و المبتدأ
- کتاب الرجال
- کتاب الطب
- کتاب البشارات
- کتاب الرد علی الغالیة
- الزیارات
- النوادر
- الشواهد من کتاب الله
- المتعة
- الناسخ و المنسوخ الملاحم

## روایات از الحسن بن علی بن فضال در کتابهای اربعه
محمد یعقوب الکلینی در کتاب خود از الحسن بن علی بن فضال روایت نقل کرده:
- الکافی درالجزء ۴، کتاب الحج ۳، باب من یجب علیه الهدی ۸۰[۱۴]
- الکافی: ج ۲، ک ۱، ب ۳۷، ح ۱۱
- ج ۴، ک ۳، ب ۱۳۱، ح۱۰
- ج ۶، ک ۸، ب ۴۵، ح ۳[۱۵]
- الکافی: ج ۵، ک ۳، ب ۲۲، ح ۳[۱۶]
- الإستبصار: ج ۴، ح۴۵۵[۱۷]
- الإستبصار: ج ۲، ح۷۵۳[۱۸]
- الإستبصار: ج ۱، ح ۶۶۶[۱۶]

## اصحابعلی بن موسی الرضا

شیخ طوسی در کتاب خود ۳۱۹ شاگردان علی ابن موسی الرضا را نقل کرده و یکی الحسن بن علی بن فضل است.
- حماد بن عثمان،
- الحسن بن علی یقطین،
- الحسن بن یونس،
- الحسن بن ابراهیم کوفی،
- زکریا بن آدم …

در باب المهزه ۳۷ نفر، باب البا ۳ نفر، باب الثا ۱، باب الجیم ۴ نفر، باب الحا ۴۶ نفر، باب الخا نفر، باب الدال ۶ نفر، باب الرا نفر، باب الزا ۴ نفر، باب السین ۱۰ نفر، باب الشین نفر، باب الصاد ۵ نفر، باب الطا نفر، باب العین ۶۸ نفر، باب آلفا ۳ نفر، باب القاف ۲ نفر، باب المیم ۸۶ نفر، باب النون نفر، باب الواو ۱ نفر، باب الها نفر، باب الیا ۱۸ نفر، الکنی ۹ نفر